# Gentiana perpusilla
Gentiana perpusilla là một loài thực vật có hoa trong họ Long đởm. Loài này được Brandegee mô tả khoa học đầu tiên năm 1904.